# Sanford and Son
Sanford and Son is een Amerikaanse comedyserie. Hiervan werden 135 afleveringen gemaakt die oorspronkelijk van 14 januari 1972 tot en met 25 maart 1977 werden uitgezonden op NBC. Het verhaal van de serie is gebaseerd op dat uit de Britse serie Steptoe and Son (1962-1974). In Nederland werd Sanford and Son voor het eerst door de KRO op de televisie gebracht; in 1995 zond TV10 Gold elke werkdag een herhaling van de serie uit.
Sanford and Son werd zes keer genomineerd voor een Golden Globe, waarbij Redd Foxx die voor beste hoofdrolspeler in een comedyserie in 1973 daadwerkelijk won. Ook werd de serie zeven keer genomineerd voor een Primetime Emmy Award, zonder daarbij in de prijzen te vallen.

## Uitgangspunt
Vijftiger Fred G. Sanford is een norse weduwnaar die in zijn winkel in Los Angeles handelt in van alles en nog wat. Hij is bot en grof tegen alles en iedereen en denkt regelmatig dat hij een manier heeft gevonden om makkelijk rijk te worden, wat hem niet zelden in de problemen brengt. Zijn zoon Lamont is mede-eigenaar van de zaak en een stuk vriendelijker en redelijker. Hij verzet doorgaans het meeste werk en zit zijn vader achter de vodden zodat die ook zijn deel doet. Hoewel de twee eigenlijk allebei niet zonder de ander kunnen, doen ze voortdurend laatdunkend tegen elkaar.

## Rolverdeling
Alleen acteurs die verschenen in meer dan tien afleveringen zijn vermeld
- Redd Foxx - Fred G. Sanford
- Demond Wilson - Lamont Sanford
- LaWanda Page - Esther Anderson, Freds schoonzus
- Don Bexley - Bubba Bexley
- Whitman Mayo - Grady Wilson, Freds beste vriend
- Nathaniel Taylor - Rollo Larson, Lamonts beste vriend
- Lynn Hamilton - Donna Harris, Freds knipperlichtvriendin
- Hal Williams - 'Smitty' Smith, politieagent
- Howard Platt - 'Hoppy' Hopkins, politieagent en partner van Smith
- Gregory Sierra - Julio Fuentes, de buurman van de Sanfords